# 劉熇
劉熇（1484年—？），字德煇，直隸保定府完縣人，軍籍，明朝政治人物。

## 生平
正德十四年（1519年）己卯科順天鄉試第六十六名舉人，十六年（1521年）中式辛巳科會試第一百八十二名，三甲第一百五十四名進士。

## 家族
曾祖劉溢；祖父劉圻，知縣；父劉標，典膳。母韓氏。具庆下。弟劉煒、劉炳。